# Rosas Welt – 70 neue Filme von Rosa von Praunheim
Rosas Welt – 70 neue Filme von Rosa von Praunheim ist eine deutsche Filmreihe von Rosa von Praunheim aus dem Jahr 2012, die größtenteils aus dokumentarischen Kurzfilm-Porträts besteht.

## Handlung
Rosas Welt gibt Einblicke in das Leben unterschiedlichster Menschen. Vergangenheit und Gegenwart, Existenzkampf und Wohlstand, Kunst und Lebensart, Politik und Gesellschaft sind nur ein paar Überbegriffe für die sehr individuellen Lebensgeschichten der Protagonisten. Raumpflegerinnen, Müllmänner, Schornsteinfeger und Künstler, die noch um Erfolg ringen, spielen bei Rosa von Praunheim keine geringere Rolle als Prominente wie die Schauspielerin Eva Mattes oder der ehemalige Regierende Bürgermeister von Berlin Klaus Schütz, dessen Amtszeit von 1967 bis 1977 währte. Porträts von queeren Persönlichkeiten wie Ades Zabel und Eva & Adele sind ebenfalls Teil der Filmreihe.

## 70 Filme
| Nr.     | Titel                                   | Dauer in Minuten | Art          | Thema                                                    |
| ------- | --------------------------------------- | ---------------- | ------------ | -------------------------------------------------------- |
| Block 1 |                                         |                  |              |                                                          |
| 1       | Eva Mattes                              | 20:55            | Doku         | Eva Mattes                                               |
| 2       | Babeth                                  | 25:00            | Doku         | Babeth Mondini-VanLoo                                    |
| 3       | Eine lesbische Witwe                    | 11:20            | Doku         | Anne Klein, Barbara Binek                                |
| 4       | Ich liebe große Hüte                    | 33:50            | Doku         | Ulla Klingbeil, Karsten Klingbeil                        |
| 5       | Ein hartes Leben                        | 15:00            | Doku         | Dorota                                                   |
| 6       | Dan Tang                                | 13:35            | Doku         | Tang Dan                                                 |
| 7       | Suzy, Elage und Hartz 4                 | 16:05            | Doku         |                                                          |
| 8       | Amélie – das Mädchen aus dem Hinterhaus | 15:10            | Doku         | Amélie Jäger                                             |
| 9       | Jugendtheater in Brandenburg            | 19:00            | Doku         | Christiane Ziehl                                         |
| 10      | Bin ich Dein Onkel?                     | 17:00            | Doku         | Jutta Hensel                                             |
| 11      | Ave Maria                               | 03:30            | Doku         | Rachele                                                  |
| 12      | Globales Lernen in Neukölln             | 24:30            | Doku         | Inge Marcus                                              |
| 13      | Professorin in Weimar                   | 12:20            | Doku         | Christiane Voss                                          |
| 14      | Eine jüdische Familie                   | 19:30            | Doku         | Alice Brauner & Familie                                  |
| 15      | Valentina                               | 22:00            | Doku         | Valentīna Freimane                                       |
| 16      | Von Auschwitz nach New York             | 04:30            | Doku         | Esther Bauer                                             |
| 17      | Gipsy Queen von New York                | 34:00            | Doku         | Sanda Weigl, Herta Müller                                |
| Block 2 |                                         |                  |              |                                                          |
| 18      | Meine Nachbarn                          | 28:35            | Doku         | Conny und Gerd                                           |
| 19      | Werner Schroeter                        | 11:10            | Doku         | Werner Schroeter, Rosa von Praunheim                     |
| 20      | Der härteste Türsteher Berlins          | 11:30            | Doku         | Sven Marquardt, Frank Schäfer                            |
| 21      | Der heilige Schein                      | 23:10            | Doku         | Schwule Männer in der katholischen Kirche                |
| 22      | Ein schöner Akrobat                     | 13:00            | Doku         | Eike von Stuckenbrok                                     |
| 23      | Gay Not Grey – Anders altern            | 26:40            | Doku         | Gottfried Stecher, Max Taubert                           |
| 24      | Ein Journalist aus New York             | 20:00            | Doku         | Brandon Judell                                           |
| 25      | Möpse in Not                            | 20:30            | Doku         | Privatinitiative, die verwaisten Möpsen hilft            |
| 26      | Outing Goethe                           | 11:35            | Doku         | Robert Tobin                                             |
| 27      | Aus Liebe zum Theater                   | 09:30            | Doku         | Michael Merschmeier                                      |
| 28      | Rummelsnuff                             | 15:00            | Doku         | Rummelsnuff                                              |
| 29      | Der Luxus-Zahnarzt                      | 11:00            | Doku         | Stephan Ziegler                                          |
| 30      | Bukarest Nordbahnhof                    | 04:45            | Doku         |                                                          |
| 31      | Ein engagiertes Leben                   | 12:35            | Doku         | Georg Härpfer                                            |
| 32      | Ein grüner Sachse im Wedding            | 14:40            | Doku         | Daniel Gollasch                                          |
| 33      | Der kranke Dichter                      | 19:00            | Doku         | Mario Wirz                                               |
| 34      | Ein schwuler Schornsteinfeger           | 09:50            | Doku         | Alain                                                    |
| 35      | Pädos und Hilfe für Jungs               | 11:00            | Doku         | Prävention von sexueller Gewalt an Jungen                |
| 36      | Sin with Sebastian                      | 15:00            | Doku         | Sin with Sebastian                                       |
| 37      | Ich bin ein Gedicht                     | 18:15            | Spielfilm    | mit Rosa von Praunheim, Kamera: Elfi Mikesch             |
| 38      | This Brunner                            | 16:00            | Doku         | This Brunner                                             |
| 39      | Berlin Callboys                         | 03:30            | Doku         | 2 Sexarbeiter                                            |
| Block 3 |                                         |                  |              |                                                          |
| 40      | Ein Vater stirbt                        | 40:00            | Doku         | Fritz Mikesch, Leander                                   |
| 41      | Klatschreporter                         | 14:00            | Doku         | Andreas Kurtz                                            |
| 42      | Der Satanist                            | 07:36            | Doku         | Oliver Fehn                                              |
| 43      | Oberbürgermeister Schütz                | 17:10            | Doku         | Klaus Schütz                                             |
| 44      | Peter Raue – Anwalt und Kunstliebhaber  | 20:00            | Doku         | Peter Raue                                               |
| 45      | Der falsche Graf                        | 13:30            | Doku         | Lo Graf von Blickensdorf                                 |
| 46      | Das Abaton                              | 21:15            | Doku         | Werner Grassmann                                         |
| 47      | Was ist Böse?                           | 06:34            | Doku         | Frank Bauer                                              |
| 48      | Missbraucht, Polizist und Mörder        | 07:30            | Doku         | Bernhard Thomany                                         |
| 49      | Baptisten in Berlin                     | 07:00            | Doku         | Baptistische Gemeinde Berlin-Steglitz                    |
| 50      | Mein Preussenpark                       | 30:00            | Doku         | mit Rosa von Praunheim                                   |
| 51      | Knut ist gut                            | 14:40            | Doku         | Knut Elstermann, Bud Spencer                             |
| 52      | Ausländer raus                          | 24:10            | Doku         | Thilo Sarrazin, Heinz Buschkowsky, Seyran Ates           |
| 53      | Ich bin ein erfolgreicher Türke         | 09:00            | Doku         | Adil                                                     |
| Block 4 |                                         |                  |              |                                                          |
| 54      | Mit Speck fängt man Filme               | 24:25            | Doku         | Wieland Speck                                            |
| 55      | Porno Peto meets the House of Galore    | 28:00            | Spielfilm    | mit Lady Galore, Peto Coast                              |
| 56      | Kings of Porn                           | 24:00            | Doku         | Adam Killian, Spencer Reed, Drake Jaden                  |
| 57      | Mösenmonat März                         | 17:50            | Doku         | Laura Méritt                                             |
| Block 5 |                                         |                  |              |                                                          |
| 58      | Ich bin Edith aus Neukölln              | 17:30            | Doku         | Ades Zabel                                               |
| 59      | Eva Love                                | 17:00            | Doku         | Eva Love                                                 |
| 60      | Schwestern der Perpetuellen Indulgenz   | 11:20            | Doku         | Schwester Latea                                          |
| 61      | Eva & Adele                             | 16:50            | Doku         | Eva & Adele                                              |
| 62      | Berlin Frobenstraße                     | 02:15            | Doku         |                                                          |
| 63      | Eine Drag Queen aus Amsterdam           | 14:15            | Doku         | Lady Galore                                              |
| 64      | Ichgola Androgyn                        | 23:30            | Doku         | Ichgola Androgyn                                         |
| Block 6 |                                         |                  |              |                                                          |
| 65      | Axel und Peter – Titten für Arsch       | 40:45            | Spielfilm    | mit Peter Kern, Axel Ranisch                             |
| 66      | David Koks                              | 09:00            | Spielfilm    |                                                          |
| 67      | Der fröhliche Serienmörder              | 32:00            | Spielfilm    | mit Schauspielschülern der Zürcher Hochschule der Künste |
| 68      | New York Sisters                        | 43:00            | Spielfilm    |                                                          |
| 69      | Marta und Hilde                         | 24:00            | Doku-Fiction | mit Vaginal Davis                                        |
| 70      | Germans Taste The Best                  | 20:00            | Doku-Fiction | mit Phoebe Legere                                        |

Gesamtlänge 20:31:50 Stunden

## Notizen
Aufhänger für die Filmreihe war von Praunheims 70. Geburtstag im Jahr 2012.
Als Hommage an Rosa von Praunheim zeigten die Internationalen Hofer Filmtagen im Jahr 2012 die Filmreihe in voller Länge. Rosas Welt wurde unter anderem im selben Jahr bei der Viennale sowie in verschiedenen deutschen Arthouse-Kinos, Filmmuseen und in der Akademie der Künste ebenfalls in vollem Umfang gezeigt. In der Schweiz zum Beispiel im Filmpodium Zürich. Im Fernsehen wurde Rosas Welt erstmals 2012 vom RBB ausgestrahlt. Noch nie zuvor hatte ein Dokumentarfilmer so viel Sendezeit (700 Minuten) am Stück im deutschen Fernsehen. Arte strahlte im selben Jahr eine Auswahl der 70 Filme von 90-minütiger Länge aus.
Für die Fernsehausstrahlung wurde die Filmreihe auf 700 Minuten angepasst. Bei den öffentlichen Vorführungen, die die vollständige Filmreihe gezeigt haben, betrug die Gesamtlänge etwas über 1220 Minuten.
Anlässlich des Todes des ehemaligen Regierenden Bürgermeisters von Berlin Klaus Schütz am 29. November 2012 strahlte der RBB das Kurzfilm-Porträt Oberbügermeister Schütz aus.
Das Kurzfilm-Porträt Ein hartes Leben über die Raumpflegerin Dorota lief 2013 im deutschen Wettbewerb der Internationalen Kurzfilmtage Oberhausen.
Der Kurzfilm Axel und Peter mit Axel Ranisch und Peter Kern wurde 2013 beim Rotterdam International Film Festival aufgeführt.
Im Rahmen der Gedenkveranstaltung im queeren Berliner Buchladen Eisenherz für den am 30. Mai 2013 verstorbenen Dichter Mario Wirz wurde der Kurzfilm Der kranke Dichter über Wirz gezeigt.
Anlässlich des 20-jährigen Jubiläums der Künstlerresidenz Villa Aurora in Kalifornien wurde 2015 der fiktionale Kurzfilm Marta und Hilde über Marta Feuchtwanger und Hilda Waldo im Berliner Arsenal – Institut für Film und Videokunst aufgeführt.
Im Rahmen der Verleihung der Willy-Brandt-Medaille 2016 im Berliner Theater O-TonArt an den SPD-Politiker Georg Härpfer, der lange im Berliner Landesvorstand der Arbeitsgemeinschaft der SPD für Akzeptanz und Gleichstellung tätig war, wurde das Kurzfilm-Porträt Ein engagiertes Leben über Härpfer gezeigt.
Das Kurzfilmporträt Valentina über Valentīna Freimane wurde 2016 auf dem Jüdischen Filmfestival Berlin Brandenburg aufgeführt und eröffnete 2022 die Ausstellung „Zeuge des Jahrhunderts. Begegnung mit Valentina Freimane“ in der Lettischen Nationalbibliothek in Riga in Kooperation mit dem Goethe-Institut anlässlich Freimanes 100. Geburtstag.

## Rezeption
Die Filmreihe und der Filmemacher erhielten viel mediale Aufmerksamkeit und Lob: „[...] eine imposante Galerie liebevoll gezeichneter Porträts und spielerischer Ausschweifungen, Rosas Welt, uraufgeführt bei den Hofer Filmtagen, präsentiert mit den Worten: ‚70 Filme zum Siebzigsten‘.“ (Süddeutsche Zeitung) „Er [Rosa von Praunheim] ist ein leidenschaftlicher Filmemacher: Seine Filme zeichnen sich aus durch eine unbändige Lust am Exzess, an der Grenzüberschreitung, an der Sinnlichkeit und Fülle des Lebens. Dabei kümmert er sich weder um ästhetische Konventionen noch um den so genannten ‚guten‘ Geschmack, ist laut und schrill, dabei aber voll ernsthaftem Interesse für die Menschen, die er porträtiert.“ (Arsenal – Institut für Film- und Videokunst) „Rosa von Praunheim ist eine Ikone in der Szene: schwuler Aktivist, liebevoller Provokateur und seit Jahrzehnten ein ganz besonderer Filmemacher aus Berlin. Seine Neugierde für Menschen und ihre Schicksale zieht sich durch sein umfangreiches Filmwerk. Zu seinem 70. Geburtstag hat er nun 70 Filme neue Kurzfilme realisiert.“ (Filmstarts) „In den 70 neuen Mini-Filmen deckt der produktive Filmemacher die unterschiedlichsten Genres und Inhalte ab, erweist sich als genauer Beobachter und gleichermaßen Forscher wie einfühlsamer Interviewpartner.“ (Filmredaktion Digital-DVD) Der Standard resümierte: „Rosas Welt ist prall und saftig, teilnahmsvoll und berührend, mehr denn je.“